# Hanworth (Norfolk)
Hanworth – wieś w Anglii, w hrabstwie Norfolk, w dystrykcie North Norfolk. Leży 28 km na północ od Norwich i 179 km na północny wschód od Londynu.
W 2001 miejscowość liczyła 168 mieszkańców.